# 小行星3929
小行星3929（3929 Carmelmaria）是一颗绕太阳运转的小行星，为主小行星带小行星。该小行星于1981年11月16日发现。

## 轨道参数
小行星3929的轨道半长轴为2.3804640 UA，离心率为0.136。